# Liste des longs métrages saoudiens proposés à l'Oscar du meilleur film international
Cet article présente la liste des longs métrages saoudiens proposés à l'Oscar du meilleur film international.

## Films proposés par l'Arabie saoudite
| Année (Cérémonie) | Titre français                 | Titre original  | Langue(s) | Réalisateur               | Résultat  |
| ----------------- | ------------------------------ | --------------- | --------- | ------------------------- | --------- |
| 2014 (86e)        | Wadjda                         | وجدة            | arabe     | Haifaa al-Mansour         | Non nommé |
| 2017 (89e)        | Barakah rencontre Barakah (ar) | بركة يقابل بركة | arabe     | Mahmoud Sabbagh (ar)      | Non nommé |
| 2020 (92e)        | The Perfect Candidate          | المرشح المثالي  | arabe     | Haifaa al-Mansour         | Non nommé |
| 2021 (93e)        | Sayyedat al-Bahr (ar)          | سيدة البحر      | arabe     | Shahad Ameen              | Non nommé |
| 2022 (94e)        | Had Al Tar (ar)                | حد الطار        | arabe     | Abdulaziz Al-Shalahi (ar) | Non nommé |
| 2023 (95e)        | Ughniat alghurab (ar)          | أغنية الغراب    | arabe     | Mohamed Al-Salman (ar)    | Non nommé |
| 2024 (96e)        | Alhamour H.A. (ar)             | الھامور ح.ع     | arabe     | Abdulelah Alqurashi (ar)  | Non nommé |